# アリタソウ

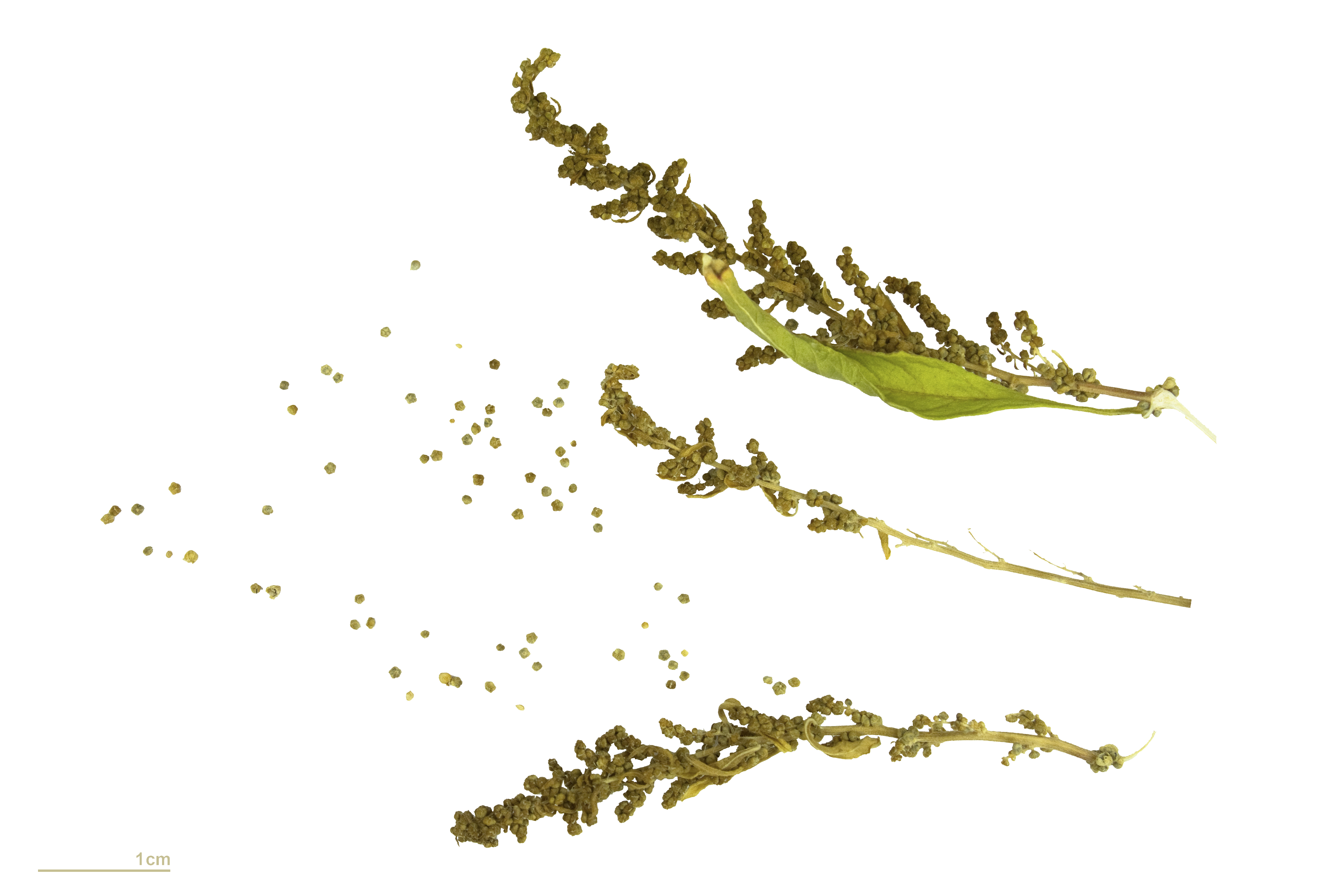
Dysphania ambrosioides

アリタソウ（有田草、学名: Dysphania ambrosioides）は、ヒユ科アリタソウ属の一年草。別名、ケアリタソウ。
和名は、駆虫薬として佐賀県有田町で栽培していたことに由来する。エパソーテ（スペイン語: epazote）とも言い、ナワトル語の「エパートリ」（epatli, 「スカンク」）と「ソートリ」（zotli, 「ハーブ」）に由来する。英語ではメキシカン・ティー (Mexican tea) とも呼ばれる。中国名は、土荊芥、鵝腳草、臭草。
本記事ではヒユ科のアリタソウを説明している。シソ科にも「アリタソウ」と呼ばれる全く別の植物があり、これはケイガイの別名である。

## 特徴
一年から数年で枯死する。1.2mほどまで生長し、不規則に枝を広げ、長楕円形の皮針形葉をつける。葉は12cmほどにもなる。茎の先端の円錐花序に緑色の小さな花をつける。
毛があるものを、ケアリタソウ（毛有田草、学名: C. a. var. pubescens）と呼んで区別する。

## 近縁種
- ゴウシュウアリタソウ Chenopodium pumilio R.Br.
- キクバノアリタソウ Chenopodium schraderianum Roem. et Schult.

## 分布・生育地
中南米、メキシコ南部原産。原産地だけでなく、ヨーロッパやアメリカの温暖な亜熱帯や日本を含むアジアでも生長し、侵入雑草となることもある。
日本では、家畜が食べると有害なために嫌われている。

## 利用

### 調理
エパソーテは独特の刺激臭を持ち、葉物野菜やハーブとして用いられる。生の状態では樹脂性の薬効のある辛味を持つ。味はアニス、フェンネル、タラゴンに似ているが、より風味が強い。柑橘類、石油、ミントを連想させるようなピリッとした独特の香りを持つ。
伝統的にメキシコ料理では、豆（フリホレス）の香り付けや整腸に利用されていた。特に黒いんげん豆を煮るときには欠かせない。この他ケサディージャやスープ、モーレ・デ・オーヤ（mole de olla、肉と野菜を煮込んで唐辛子で風味をつけたスープ）、タマーレス・デ・ケソ・イ・ラハ（tamales de queso y raja、火であぶって皮をむき、細く裂いたポブラーノ唐辛子とチーズを詰めたタマーレス）、チラキレス、卵やジャガイモのエンチラーダ、スイートコーンの料理などに特によく用いられる。一度その味を覚えると、何にでも使えるハーブである。
東京のお台場、中目黒の目黒川に野生のエパソテが大量に生えている。

### 薬用
エパソーテは豆を食べることによって起こる腹部膨満や無月経に効果があるとされている。そのほか、月経困難症、マラリア、コレラ、ヒステリー、痰、カタル、気管支喘息への効果も指摘されている。
鎮痙剤や虫下しもエパソーテから作られる。また、最初の中絶薬もエパソーテの研究から生まれている。
エパソーテのエッセンシャルオイルは70%未満のアスカリドールからなり、そのほかリモネン、シメンなどモノテルペンとその由来成分が含まれる。アスカリドールはハーブの成分としては珍しい。アスカリドールは中毒性がある。また刺激臭を持ち、単体ではどちらかというと不快なにおいである。また衝撃に敏感な爆発物でもある。メキシコ産のエパソーテの方が、アジアやヨーロッパで見られるものよりもアスカリドール濃度は低いといわれる。